# Samir Barać

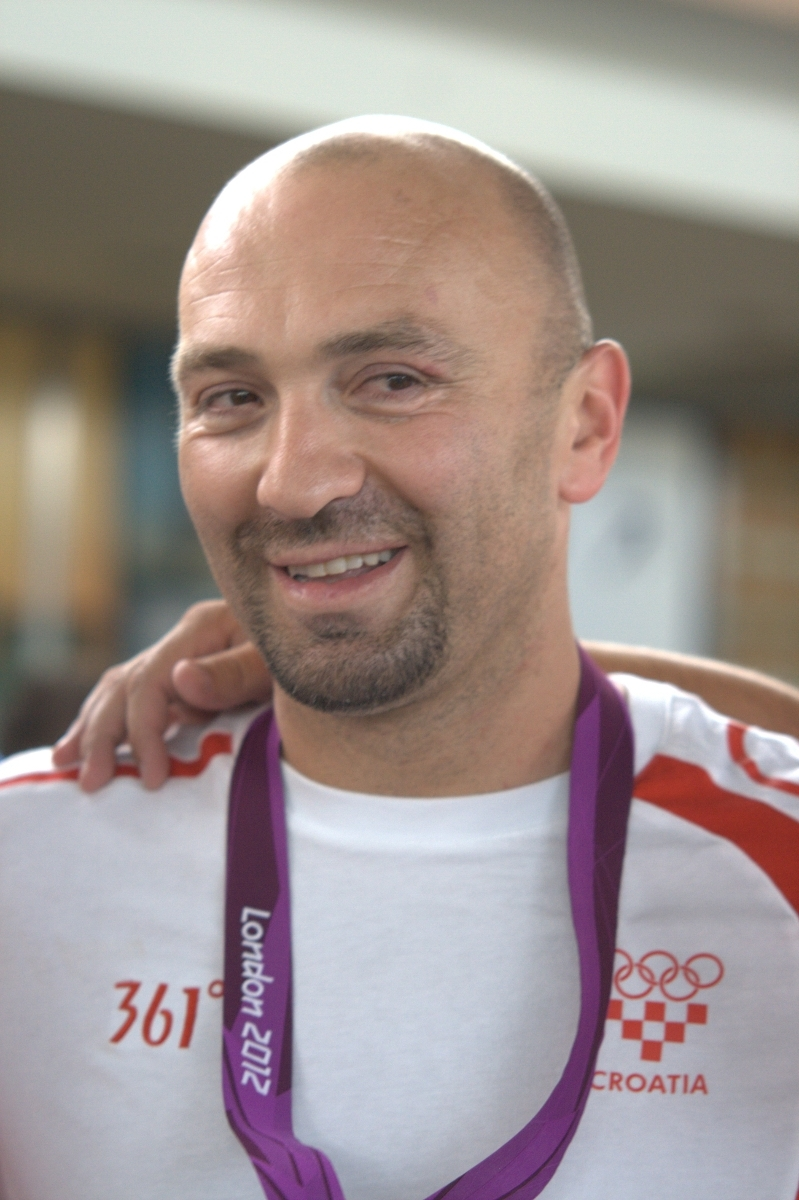
Samir Barać (2012)

Samir Barać (* 2. November 1973 in Rijeka) ist ein ehemaliger kroatischer Wasserballspieler. Er gewann mit der kroatischen Nationalmannschaft eine olympische Goldmedaille. Er war einmal Weltmeister und zweimal Weltmeisterschaftsdritter. Bei Europameisterschaften gewann er einmal Gold und zweimal Silber.

## Karriere
Samir Barać begann seine Karriere bei VK Primorje Rijeka, wo er zunächst bis 1997 blieb. Nach drei Jahren bei VK POŠK Split mit einem kroatischen Meistertitel und einem Jahr bei HAVK Mladost Zagreb wechselte Barać für sechs Jahre nach Brescia in Italien, 2003 wurde er italienischer Meister. 2007 kehrte er zurück zu VK Primorje Rijeka. Nach seiner aktiven Karriere wurde er Präsident seines Stammvereins.
Der 1,88 Meter große Rückraumspieler trat 1997 erstmals mit der Nationalmannschaft an. Insgesamt absolvierte er über 300 Länderspiele und war 2012 Kapitän beim Olympiasieg.
Bei den Mittelmeerspielen 1997 in Bari siegte das Team aus Jugoslawien, eigentlich aus Serbien und Montenegro, vor den Kroaten und den Spaniern. 1998 belegte die kroatische Mannschaft 1998 den neunten Platz bei der Weltmeisterschaft in Perth. 1999 bei der Europameisterschaft in Florenz erreichten die Kroaten in der Vorrunde den zweiten Platz hinter den Ungarn. Nach Siegen über Jugoslawien im Viertelfinale und über Griechenland im Halbfinale trafen die Kroaten im Finale wieder auf die Ungarn. Die Ungarn gewannen mit 15:12. Bei den Olympischen Spielen 2000 in Sydney trafen die beiden Finalgegner von 1996 bereits im Viertelfinale aufeinander und die Spanier siegten mit 9:8. In der Platzierungsrunde belegten die Kroaten den siebten Platz. Samir Barać warf sieben Tore, davon zwei im Viertelfinale.
Bei der Europameisterschaft 2001 in Budapest besiegten die Kroaten im Viertelfinale die Spanier und unterlagen im Halbfinale den Jugoslawen. Das Spiel um den dritten Platz verloren die Kroaten mit 9:12 gegen die Ungarn. Einen Monat später bei der Weltmeisterschaft in Fukuoka wurden die Kroaten Achte, wobei Barać im Spiel um den siebten Platz zweimal traf. Bei der Europameisterschaft 2003 in Slowenien erreichten die Kroaten mit einem 10:9 im Halbfinale über die Ungarn das Finale und erhielten nach einer Niederlage gegen Serbien-Montenegro die Silbermedaille. Bei der unmittelbar darauf stattfindenden Weltmeisterschaft in Barcelona wurden die Kroaten Neunte. 2004 bei den Olympischen Spielen in Athen belegte die kroatische Mannschaft den zehnten Platz. Samir Barać wirkte nur im Vorrundenspiel gegen die Mannschaft aus den Vereinigten Staaten mit und erzielte einen Treffer.
2005 erreichte die kroatische Mannschaft das Halbfinale bei der Weltmeisterschaft in Montreal. Nach Niederlagen gegen Serbien und Montenegro im Halbfinale und Griechenland im Spiel um den dritten Platz blieb der vierte Platz. Zwei Jahre später bei der Weltmeisterschaft 2007 in Melbourne bezwangen die Kroaten im Halbfinale die serbische Mannschaft und besiegten im Finale die Ungarn nach Verlängerung. 2008 nahm Barić zum dritten Mal an Olympischen Spielen teil. Beim olympischen Turnier in Peking unterlagen die Kroaten im Viertelfinale der Mannschaft aus Montenegro und belegten in den Platzierungsspielen den sechsten Rang. Samir Barać erzielte im Turnierverlauf zehn Tore.
2009 bei der Weltmeisterschaft in Rom unterlagen die Kroaten im Halbfinale den Serben, im Spiel um den dritten Platz besiegten sie die Mannschaft aus den Vereinigten Staaten mit 8:6, wobei Barać in diesem Spiel fast durchspielte und zwei Tore beisteuerte. Im Jahr darauf war Kroatien Gastgeber der Europameisterschaft 2010. Die kroatische Mannschaft bezwang im Halbfinale die spanische Mannschaft mit 10:9, im Finale siegte sie mit 7:3 gegen die Italiener. Bei der Weltmeisterschaft 2011 in Schanghai unterlagen die Kroaten im Halbfinale den Italienern mit 8:9. Das Spiel um den dritten Platz gewannen die Kroaten mit 12:11 gegen die Ungarn. 2012 gewannen die Kroaten alle fünf Spiele ihrer Vorrundengruppe bei den Olympischen Spielen in London. Nach einem 8:2 im Viertelfinale gegen das US-Team und einem 7:5 gegen Montenegro im Halbfinale trafen die Kroaten im Finale auf die italienische Mannschaft und gewannen mit 8:6. Samir Barać erzielte im Turnierverlauf vier Tore, davon eins im Finale.